# Matsuda Gonroku

Lackkasten (1960)

Matsuda Gonroku (japanisch 松田 権六; geboren 4. April 1896 in Kanazawa (Präfektur Ishikawa); gestorben 15. Juni 1986) war ein japanischer Lackkünstler.

## Leben und Werk
Matsuda Gonroku begann unter Anleitung seines Bruders Kōsaku sich mit der Lackkunst zu beschäftigen. Als er dann die Ishikawa (県立石川工業学校, Kenritsu Kōgyō Gakkō) besuchte, bildete er sich unter den Lackkünstlern Fujioka Kingo, Ishino Ryūgorō und Maekawa Sa’ichi weiter und erlernte den Igarashi-Stil der Lackkunst. An der „Tōkyō Bijutsu Gakkō“ (東京美術学校), der Vorläufereinrichtung der heutigen Tōkyō Geijutsu Daigaku (Geidai), studierte Gonroku unter Rokkaku Shisui die verschiedenen Arten des maki-e. Danach beschäftigte er sich weiter mit Lackwaren, reparierte sie auch. Er war in den Schatzhäusern des Shōsō-in tätig und kam so auch mit alten Lacktechniken in Berührung.
Matsudas eigene Arbeiten reflektieren diese Untersuchungen, auf deren Grundlage er seinen eigenen Stil entwickelte. Er arbeitete gelegentlich mit Perlmutt-Einlagen und anderen Lacktechniken. Er nutzte Lack auch für die Dekoration von Innenräumen und stattete Schiffe der „Japan Mail Line“ mit Lackschmuck aus.
Matsuda wurde an die  Kaiserliche Akademie der Künste berufen, war Experte in der Kommission für kulturelle Angelegenheiten (文化財専門調査委員, Bunkazai Semmon Chōsa-Iin), war Juror der „Ausstellung des traditionellen japanischen Kunsthandwerks“ (日本伝統工芸展, Nihon Dentō Kōgei-ten) und Professor an der Geidai.

## Auszeichnungen und Ehrungen
- 1955 „Lebender Nationalschatz“
- 1963 Person mit besonderen kulturellen Verdiensten
- 1965 Mainichi-Kulturpreis für seine Schrift „Über Lackarbeiten“ (うるしの話, Urushi no hanashi)
- 1976 Kulturorden.